# Bahnhof Baden-Baden
Bahnhof Baden-Baden vasútállomás Németországban, Baden-Baden tartományban. A német vasútállomás-kategóriák közül a harmadik csoportba tartozik.

## Vasútvonalak
Az állomást az alábbi vasútvonalak érintik:
- Mannheim–Karlsruhe–Bázel nagysebességű vasútvonal

## Forgalom

### Távolsági
| Járat  | Útvonal | Gyakoriság           |
| ------ | --- | -------------------- |
| ICE 12 | Berlin – Braunschweig – Göttingen – Kassel-Wilhelmshöhe – Fulda – Frankfurt (Main) – Mannheim – Karlsruhe – (Baden-Baden –) Offenburg – Freiburg – Basel SBB                                                                                 | egyes vonatok        |
| ICE 20 | (Kiel –) Hamburg-Altona – Hannover – Göttingen – Kassel-Wilhelmshöhe – Frankfurt (Main) – Mannheim – Karlsruhe – Baden-Baden – Freiburg – Basel – Zürich                                                                                     | kétóránként          |
| ICE 43 | (Dortmund – Hagen – Wuppertal –) Köln – Frankfurt Flughafen Fernbf – Mannheim – Karlsruhe – (Baden-Baden –) Offenburg – Freiburg – Basel | egyes vonatok        |
| TGV 84 | Frankfurt (Main) – Mannheim – Karlsruhe – Baden-Baden – Strasbourg – Mulhouse-Ville – Belfort-Montbéliard TGV – Besançon Franche-Comté TGV – Chalon-sur-Saône – Lyon-Part-Dieu – Avignon TGV – Aix-en-Provence TGV – Marseille-Saint-Charles | egy vonatpár naponta |
| EC 30  | Hamburg – Bréma – Münster – Dortmund – Essen – Duisburg – Düsseldorf – Köln – Bonn – Koblenz – Mainz – Mannheim – Karlsruhe – Baden-Baden – Freiburg – Basel SBB – Zürich – Chur                                                             | egyes vonatok        |
| IC 35  | (Norddeich Mole –) Emden – Münster – Gelsenkirchen – Duisburg – Düsseldorf – Köln – Bonn – Koblenz – Mainz – Mannheim – Karlsruhe – Baden-Baden – Offenburg – Singen – Konstanz                                                              | egyes vonatok        |
| IC 60  | (Basel Bad Bf – Baden-Baden –) Karlsruhe – Stuttgart – Ulm – Augsburg – München | egyes vonatok        |

### Regionális
| Járat    | Útvonal | Gyakoriság                                                           |
| -------- | --- | -------------------------------------------------------------------- |
| IRE/RE 4 | Karlsruhe – Rastatt – Baden-Baden – Offenburg – Villingen – Singen – Konstanz – Kreuzlingen; bizonyos vonatok: – Offenburg – Emmendingen – Freiburg | óránként, de Karlsruhe és Offenburg között erősítő vonatok is járnak |

### Stadtbahn
| Járat | Útvonal |
| ----- | --- |
| S 32  | Achern – Baden-Baden – Rastatt – Muggensturm – Karlsruhe Hbf – Karlsruhe-Durlach – Bruchsal – Menzingen                                                                                         |
| S 4   | Achern – Baden-Baden – Rastatt – Durmersheim – Karlsruhe Hbf (Vorplatz) – Karlsruhe Tullastraße/Verkehrsbetriebe (– Karlsruhe-Durlach – Grötzingen – Bretten – Eppingen – Heilbronn – Öhringen) |

## Kapcsolódó állomások
A vasútállomáshoz az alábbi állomások vannak a legközelebb:
- Freiburg (Breisgau) Hauptbahnhof
- Karlsruhe Hauptbahnhof
- Sinzheim Nord
- Baden-Baden Haueneberstein
- Bühl (Baden)
- Rastatt
- Alter Bahnhof